# Richard Lyng
Richard Edmund Lyng, né le 29 juin 1918 à San Francisco (Californie) et mort le 1er février 2003 à Modesto (Californie), est un homme politique américain. Membre du Parti républicain, il est secrétaire à l'Agriculture entre 1986 et 1989 dans l'administration du président Ronald Reagan.